# Anurognathus
Anurognathus ammoni
Genre
Espèce
Anurognatus est un genre fossile de petits ptérosaures, appartenant à la famille des Anurognathidae. Il a vécu au Tithonien (fin du Jurassique supérieur), c'est-à-dire il y a entre 150,8 et 148,5 Ma avant notre ère.

## Historique
le genre Anurognathus et l'espèce | Anurognathus ammoni sont décrits en 1923 par le paléontologue allemand Ludwig Döderlein,.

### Fossiles
Selon Paleobiology Database en 2024, ce genre Anurognathus a une seule collection référencée de fossiles. Cette collection est du Tithonien inférieur du Jurassique supérieur, c'est-à-dire date de 150,8 et 145 Ma avant notre ère.

### Répartition
Cette collection référencée de fossiles vient d'Eichstätt en Bavière, en Allemagne.

### Étymologie
Son nom signifie en grec « mâchoire d'anoure ».
Le nom de la seule espèce rattachée au genre A. ammoni a été créé pour honorer le géologue Ludwig von Ammon.

## Description
Le genre est basé sur l'holotype BSP 1922.I.42 (conservé au Bayerische Staatssammlung für Palaeontologie und Geologie) trouvé dans le Calcaire de Solnhofen près d'Eichstätt. Il se compose d'un squelette écrasé mais relativement complet sur une dalle. La contre-dalle est manquante et avec elle la plupart des os de l'animal.
Anurognathus avait une tête courte avec des dents en forme d'épingle lui servant à attraper les insectes. Bien qu'il soit traditionnellement attribué au groupe des Rhamphorhynchoidea (ptérosaures à longue queue), sa queue était relativement courte, ce qui lui permet plus de maniabilité pour la chasse. Selon Döderlein, la queue réduite d'Anurognathus était similaire au pygostyle des oiseaux modernes. Ses caractères rhamphorhynchoïdes plus typiques incluent son cinquième orteil allongé, ses métacarpiens et son cou courts. Avec une envergure estimée à 50 centimètres et un corps de 9 centimètres de long (crâne inclus), son poids était limité : en 2008, Mark Paul Witton a estimé une masse de 40 grammes pour un spécimen d'une envergure de 35 centimètres. L'holotype a été redécrit par Peter Wellnhofer en 1975.
Plus tard, un deuxième spécimen plus petit a été trouvé, probablement d'un individu subadulte. Sa dalle et sa contre-dalle sont séparées et toutes deux ont été vendues à des collections privées ; aucune n'a d'enregistrement officiel. Il a été décrit par S. Christopher Bennet en 2007. Ce deuxième exemplaire est beaucoup plus complet et mieux articulé. Il montre des impressions d'une grande partie de la membrane de vol et sous la lumière ultraviolette les restes des muscles de la cuisse et du bras deviennent visibles. Il a fourni de nouvelles informations sur de nombreux points de l'anatomie. Il a été démontré que le crâne était très court et large, plus large que long. Il s'est avéré que Wellnhofer avait incorrectement reconstruit le crâne en 1975, confondant les grandes orbites avec les fenêtres antéorbitaires, les ouvertures du crâne qui dans la plupart des ptérosaures sont plus grandes que les orbites mais qui, chez Anurognathus, sont petites et avec les narines placées à l'avant de l'emplacement du museau. 
Les yeux, de très grande taille, pointaient vers l'avant à un certain degré, offrant une vision binoculaire. La majeure partie du crâne était constituée d'entretoises en os. Le pygostyle présumé était absent ; une étude des neuf vertèbres de la queue au lieu d'impressions a montré qu'elles n'étaient pas fusionnées, bien que très réduites. Le doigt d'aile n'avait pas de quatrième phalange. Selon Bennett, une membrane, visible près du tibia, montrait que l'aile était en contact avec la cheville et était donc plutôt courte et large. Bennett a étudié à nouveau l'holotype, interprétant les bosses sur les mâchoires comme une indication que des poils étaient présents sur le museau.

## Classification
En 2021, une analyse phylogénétique menée par Xuefang Wei et ses collègues a permis de récupérer Anurognathus au sein de la sous-famille Anurognathinae, une sous-famille au sein de la famille Anurognathidae, dont voici le cladogramme :
|  | Sinomacrops bondei     |
|  |                        |
|  | Batrachognathus volans |
|  |                        |

|  | Jeholopterus ningchengensis                                                           |
|  |                                                                                       |
|  | \| \| Anurognathus ammoni \| \| \| \| \| \| Vesperopterylus lamadongensis \| \| \| \| |
|  |                                                                                       |
|  | Anurognathus ammoni                                                                   |
|  |                                                                                       |
|  | Vesperopterylus lamadongensis                                                         |
|  |                                                                                       |

|  | Anurognathus ammoni           |
|  |                               |
|  | Vesperopterylus lamadongensis |
|  |                               |

|  | Jeholopterus ningchengensis                                                           |
|  |                                                                                       |
|  | \| \| Anurognathus ammoni \| \| \| \| \| \| Vesperopterylus lamadongensis \| \| \| \| |
|  |                                                                                       |
|  | Anurognathus ammoni                                                                   |
|  |                                                                                       |
|  | Vesperopterylus lamadongensis                                                         |
|  |                                                                                       |

|  | Anurognathus ammoni           |
|  |                               |
|  | Vesperopterylus lamadongensis |
|  |                               |

|  | Jeholopterus ningchengensis                                                           |
|  |                                                                                       |
|  | \| \| Anurognathus ammoni \| \| \| \| \| \| Vesperopterylus lamadongensis \| \| \| \| |
|  |                                                                                       |
|  | Anurognathus ammoni                                                                   |
|  |                                                                                       |
|  | Vesperopterylus lamadongensis                                                         |
|  |                                                                                       |

|  | Anurognathus ammoni           |
|  |                               |
|  | Vesperopterylus lamadongensis |
|  |                               |

|  | Jeholopterus ningchengensis                                                           |
|  |                                                                                       |
|  | \| \| Anurognathus ammoni \| \| \| \| \| \| Vesperopterylus lamadongensis \| \| \| \| |
|  |                                                                                       |
|  | Anurognathus ammoni                                                                   |
|  |                                                                                       |
|  | Vesperopterylus lamadongensis                                                         |
|  |                                                                                       |

|  | Anurognathus ammoni           |
|  |                               |
|  | Vesperopterylus lamadongensis |
|  |                               |

|  | Sinomacrops bondei     |
|  |                        |
|  | Batrachognathus volans |
|  |                        |

|  | Jeholopterus ningchengensis                                                           |
|  |                                                                                       |
|  | \| \| Anurognathus ammoni \| \| \| \| \| \| Vesperopterylus lamadongensis \| \| \| \| |
|  |                                                                                       |
|  | Anurognathus ammoni                                                                   |
|  |                                                                                       |
|  | Vesperopterylus lamadongensis                                                         |
|  |                                                                                       |

|  | Anurognathus ammoni           |
|  |                               |
|  | Vesperopterylus lamadongensis |
|  |                               |

|  | Jeholopterus ningchengensis                                                           |
|  |                                                                                       |
|  | \| \| Anurognathus ammoni \| \| \| \| \| \| Vesperopterylus lamadongensis \| \| \| \| |
|  |                                                                                       |
|  | Anurognathus ammoni                                                                   |
|  |                                                                                       |
|  | Vesperopterylus lamadongensis                                                         |
|  |                                                                                       |

|  | Anurognathus ammoni           |
|  |                               |
|  | Vesperopterylus lamadongensis |
|  |                               |

|  | Jeholopterus ningchengensis                                                           |
|  |                                                                                       |
|  | \| \| Anurognathus ammoni \| \| \| \| \| \| Vesperopterylus lamadongensis \| \| \| \| |
|  |                                                                                       |
|  | Anurognathus ammoni                                                                   |
|  |                                                                                       |
|  | Vesperopterylus lamadongensis                                                         |
|  |                                                                                       |

|  | Anurognathus ammoni           |
|  |                               |
|  | Vesperopterylus lamadongensis |
|  |                               |

|  | Jeholopterus ningchengensis                                                           |
|  |                                                                                       |
|  | \| \| Anurognathus ammoni \| \| \| \| \| \| Vesperopterylus lamadongensis \| \| \| \| |
|  |                                                                                       |
|  | Anurognathus ammoni                                                                   |
|  |                                                                                       |
|  | Vesperopterylus lamadongensis                                                         |
|  |                                                                                       |

|  | Anurognathus ammoni           |
|  |                               |
|  | Vesperopterylus lamadongensis |
|  |                               |

|  | Sinomacrops bondei     |
|  |                        |
|  | Batrachognathus volans |
|  |                        |

|  | Jeholopterus ningchengensis                                                           |
|  |                                                                                       |
|  | \| \| Anurognathus ammoni \| \| \| \| \| \| Vesperopterylus lamadongensis \| \| \| \| |
|  |                                                                                       |
|  | Anurognathus ammoni                                                                   |
|  |                                                                                       |
|  | Vesperopterylus lamadongensis                                                         |
|  |                                                                                       |

|  | Anurognathus ammoni           |
|  |                               |
|  | Vesperopterylus lamadongensis |
|  |                               |

|  | Jeholopterus ningchengensis                                                           |
|  |                                                                                       |
|  | \| \| Anurognathus ammoni \| \| \| \| \| \| Vesperopterylus lamadongensis \| \| \| \| |
|  |                                                                                       |
|  | Anurognathus ammoni                                                                   |
|  |                                                                                       |
|  | Vesperopterylus lamadongensis                                                         |
|  |                                                                                       |

|  | Anurognathus ammoni           |
|  |                               |
|  | Vesperopterylus lamadongensis |
|  |                               |

|  | Jeholopterus ningchengensis                                                           |
|  |                                                                                       |
|  | \| \| Anurognathus ammoni \| \| \| \| \| \| Vesperopterylus lamadongensis \| \| \| \| |
|  |                                                                                       |
|  | Anurognathus ammoni                                                                   |
|  |                                                                                       |
|  | Vesperopterylus lamadongensis                                                         |
|  |                                                                                       |

|  | Anurognathus ammoni           |
|  |                               |
|  | Vesperopterylus lamadongensis |
|  |                               |

|  | Jeholopterus ningchengensis                                                           |
|  |                                                                                       |
|  | \| \| Anurognathus ammoni \| \| \| \| \| \| Vesperopterylus lamadongensis \| \| \| \| |
|  |                                                                                       |
|  | Anurognathus ammoni                                                                   |
|  |                                                                                       |
|  | Vesperopterylus lamadongensis                                                         |
|  |                                                                                       |

|  | Anurognathus ammoni           |
|  |                               |
|  | Vesperopterylus lamadongensis |
|  |                               |

|  | Sinomacrops bondei     |
|  |                        |
|  | Batrachognathus volans |
|  |                        |

|  | Jeholopterus ningchengensis                                                           |
|  |                                                                                       |
|  | \| \| Anurognathus ammoni \| \| \| \| \| \| Vesperopterylus lamadongensis \| \| \| \| |
|  |                                                                                       |
|  | Anurognathus ammoni                                                                   |
|  |                                                                                       |
|  | Vesperopterylus lamadongensis                                                         |
|  |                                                                                       |

|  | Anurognathus ammoni           |
|  |                               |
|  | Vesperopterylus lamadongensis |
|  |                               |

|  | Jeholopterus ningchengensis                                                           |
|  |                                                                                       |
|  | \| \| Anurognathus ammoni \| \| \| \| \| \| Vesperopterylus lamadongensis \| \| \| \| |
|  |                                                                                       |
|  | Anurognathus ammoni                                                                   |
|  |                                                                                       |
|  | Vesperopterylus lamadongensis                                                         |
|  |                                                                                       |

|  | Anurognathus ammoni           |
|  |                               |
|  | Vesperopterylus lamadongensis |
|  |                               |

|  | Jeholopterus ningchengensis                                                           |
|  |                                                                                       |
|  | \| \| Anurognathus ammoni \| \| \| \| \| \| Vesperopterylus lamadongensis \| \| \| \| |
|  |                                                                                       |
|  | Anurognathus ammoni                                                                   |
|  |                                                                                       |
|  | Vesperopterylus lamadongensis                                                         |
|  |                                                                                       |

|  | Anurognathus ammoni           |
|  |                               |
|  | Vesperopterylus lamadongensis |
|  |                               |

|  | Jeholopterus ningchengensis                                                           |
|  |                                                                                       |
|  | \| \| Anurognathus ammoni \| \| \| \| \| \| Vesperopterylus lamadongensis \| \| \| \| |
|  |                                                                                       |
|  | Anurognathus ammoni                                                                   |
|  |                                                                                       |
|  | Vesperopterylus lamadongensis                                                         |
|  |                                                                                       |

|  | Anurognathus ammoni           |
|  |                               |
|  | Vesperopterylus lamadongensis |
|  |                               |

### Publication originale
- [1923] (de) Ludwig Döderlein, « Anurognathus ammoni ein neuer Flugsaurier », Sitzungsberichte der Mathematisch-Naturwissenschaftlichen Abteilung der Bayerischen Akademie der Wissenschaften zu Munchen, München,‎ 1923, p. 306-307 (lire en ligne).